# Fursuit

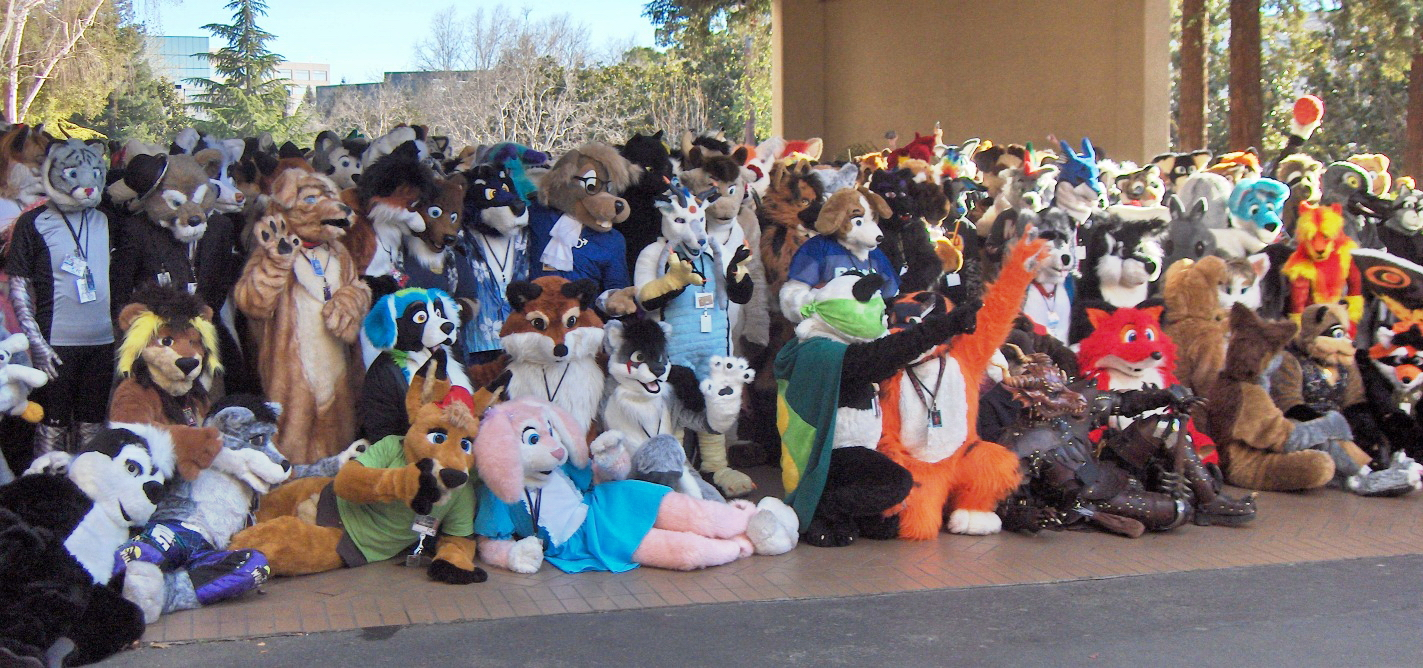
Foto de um grupo vestindo fursuit

Fursuits são fantasias de animais antropomorfizados. Quando cobre apenas parte do corpo, é chamada de halfsuit. As mais elaboradas podem assemelhar-se a um mascote.
Fursuit é intimamente ligada ao furry fandom, um fandom relacionado à personagens ficcional que apresentam características antropomórficas. Quando a pessoa está vestida com a fursuit, é chamada de fursuiter e a pessoa adota a personalidade do personagem que estiver representando. Fursuits normalmente são usadas em convenções furry.
O conceito é similar ao cosplay, apesar desse ser mais relacionado à otaku e que normalmente não há relação por algum personagem popular, mas sim do fursona que a pessoa usa para se representar.

## Termo

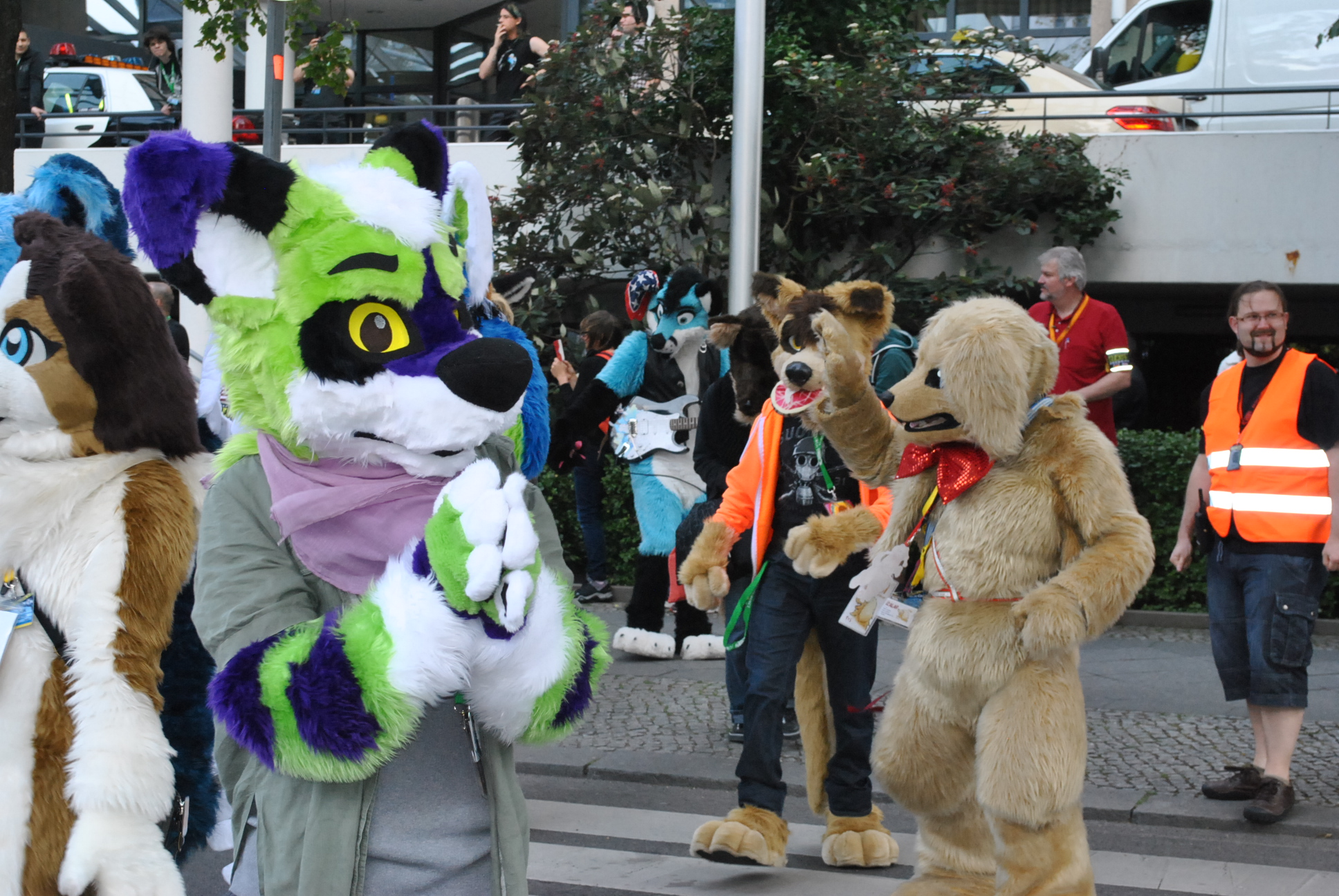
Quando o traje cobre apenas parte do corpo, como o apresentando em primeiro plano, é chamo de halfsuit

O termo "fursuit" foi cunhado em 1993 pelo Robert King, afim de organizar as discussão numa mailing list. Originalmente, o termo se referia a criação de fantasias de animais. Com o tempo, as pessoas adotaram o termo para o próprio traje.
Para criar o termo, juntou as palavras "fur" (do inglês, "pelo") e "suit" (do inglês, "traje"); também servia como trocadilho de "pursuit" (do inglês, "hobby", "passatempo", "atividade").

## Características
Uma fursuit padrão é um traje de corpo inteiro, que consiste em uma cabeça, patas dianteiras (mãos), patas traseiras (pés), uma cauda anexada e o tronco.  Muitas fursuits incluem enchimentos para o personagem ter a forma desejada, especialmente no caso de personagens maiores ou de um gênero específico. O preço de uma fursuit varia entre $500, para semelhantes a um mascote, até $10.000, dependendo da complexidade e do material usado. Fursuits mais complexas incluem boca e cauda articuladas. Furries podem fazer a própria fursuit através de tutoriais onlines; também podem ser compradas online ou em convenções.
Um halfsuit pode ter todas as partes de uma fursuit, com exceção do tronco. Desse modo pode vestir diferentes roupas, cabeça e cauda, como outra fantasia ou roupa casual. Em halfsuit, a cauda usualmente é atrelada à um cinto, os braços e pernas podem ser tão grandes até alcançar o ombro e pélvis.
Algumas fursuits podem incluir características animatrônicas para melhorar a representação do personagem, como a inclusão de cauda que se movam sozinhas ou fazer com que ande apenas com os dedos. Para tornar melhor o uso, também pode ser incluído cooler, afim de amenizar o calor provocado pela roupa.

## Uso
Fursuits normalmente são usadas para desfiles, apresentações, seminários e em reuniões informais. Muitas vezes, eles são usados para partidas de RPG, ou para expressar a verdadeira personalidade de quem está vestido.
Alguns furries usam fursuit como objeto de trabalho, afim de chamar atenção para algum evento. Certas agências de agências de publicidade contratam furries para representar um personagem, enquanto outros fazem suas próprias construções em um evento em seu lugar. Há também muitos membros do furry fandom na América do Norte que são convidados para entreter em eventos. Alguns furries se reúnem para entreter pessoas que passam na rua ou chamar atenção para atos de caridade.
Alguns membros do furry fandom consideram uma fursuit como artigo sexual. Fursuits podem ser vendidas com modificações para possibilitar atividade sexual, tais como aberturas/painéis removíveis na região do órgão sexual ou genitália artificial. Enquanto esse tipo de fursuit são as mais exibidas nos meios de comunicação, eles são minoria dentre as demais fursuits.

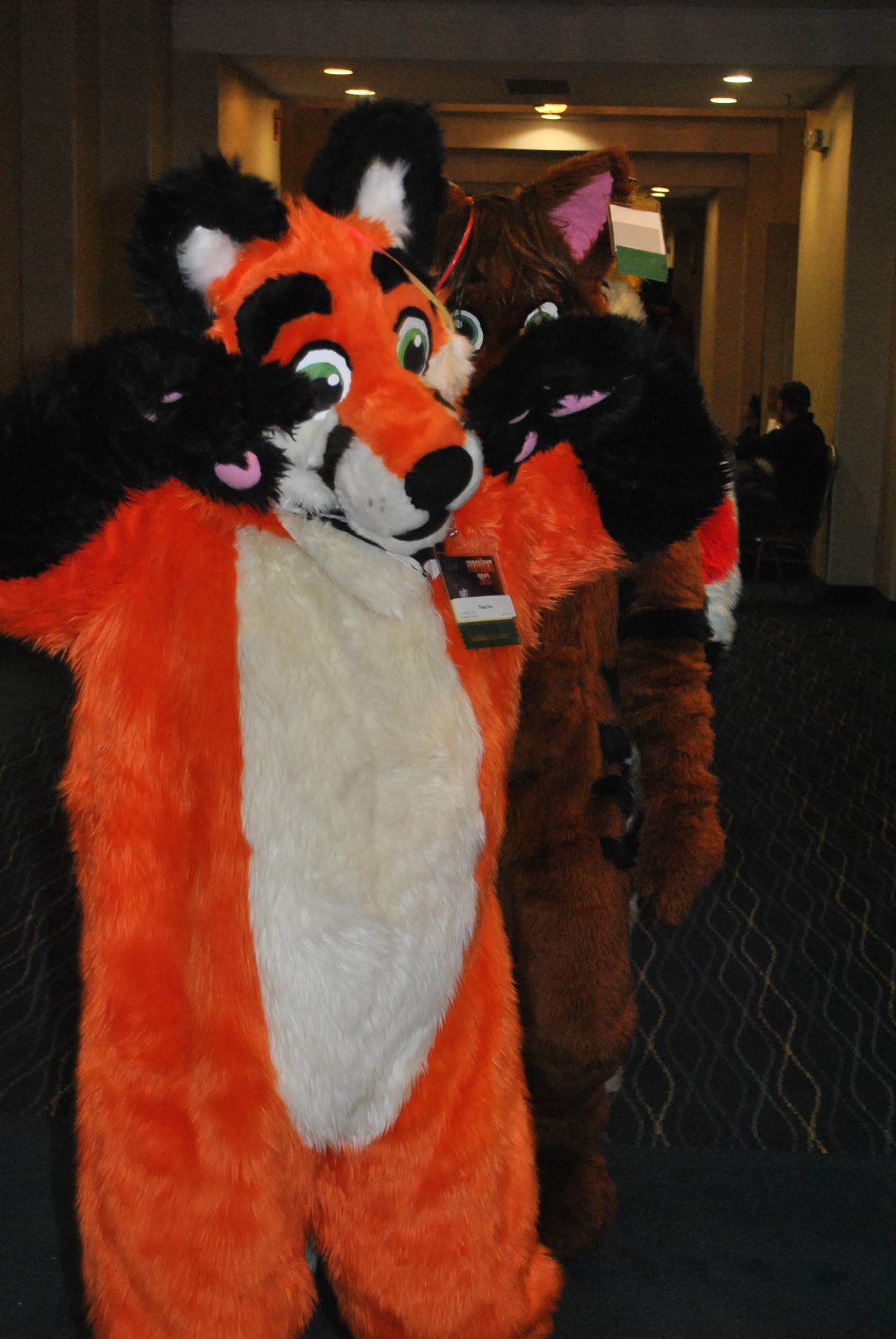
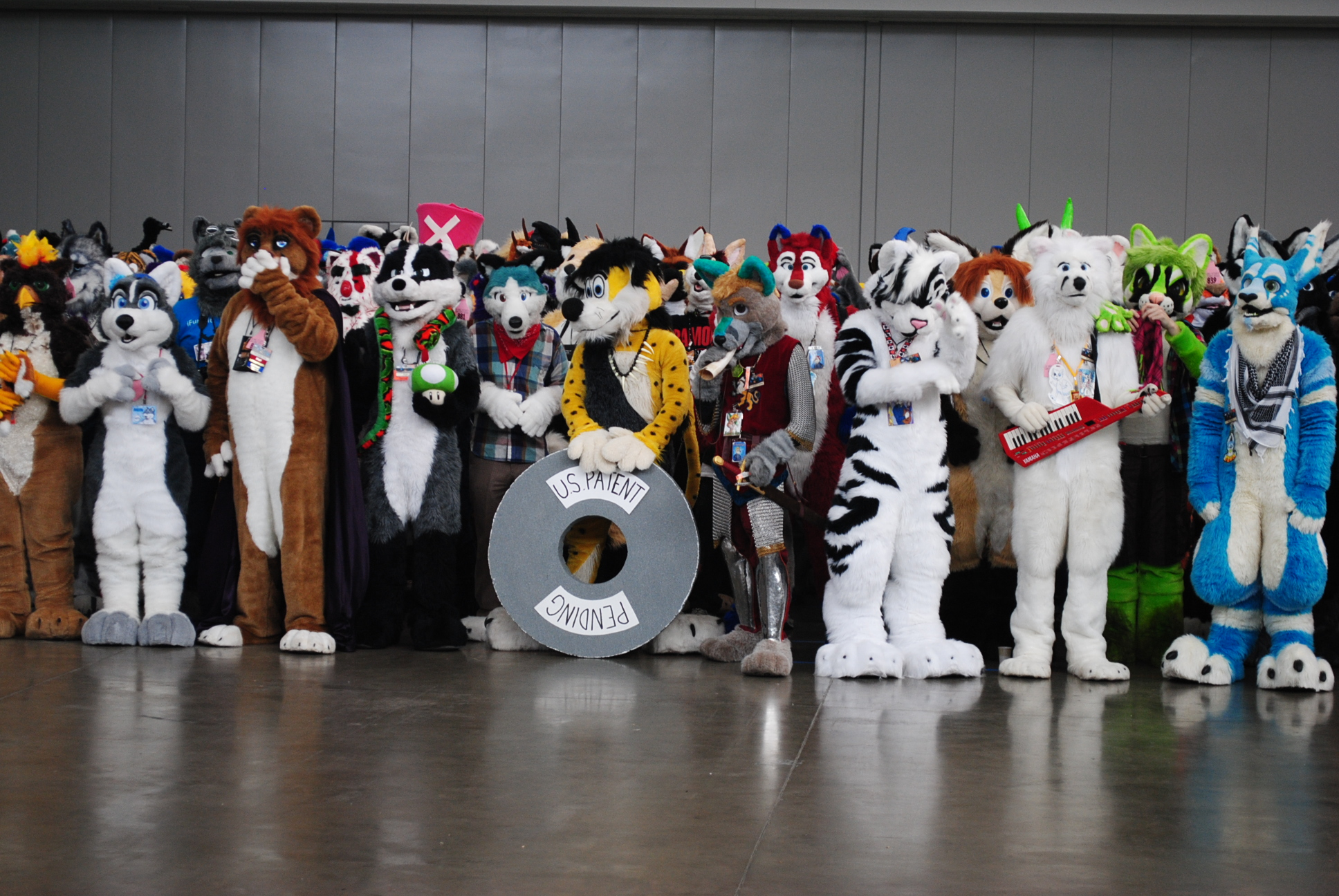
Desfile de fursuit, frequente em convenções furry.
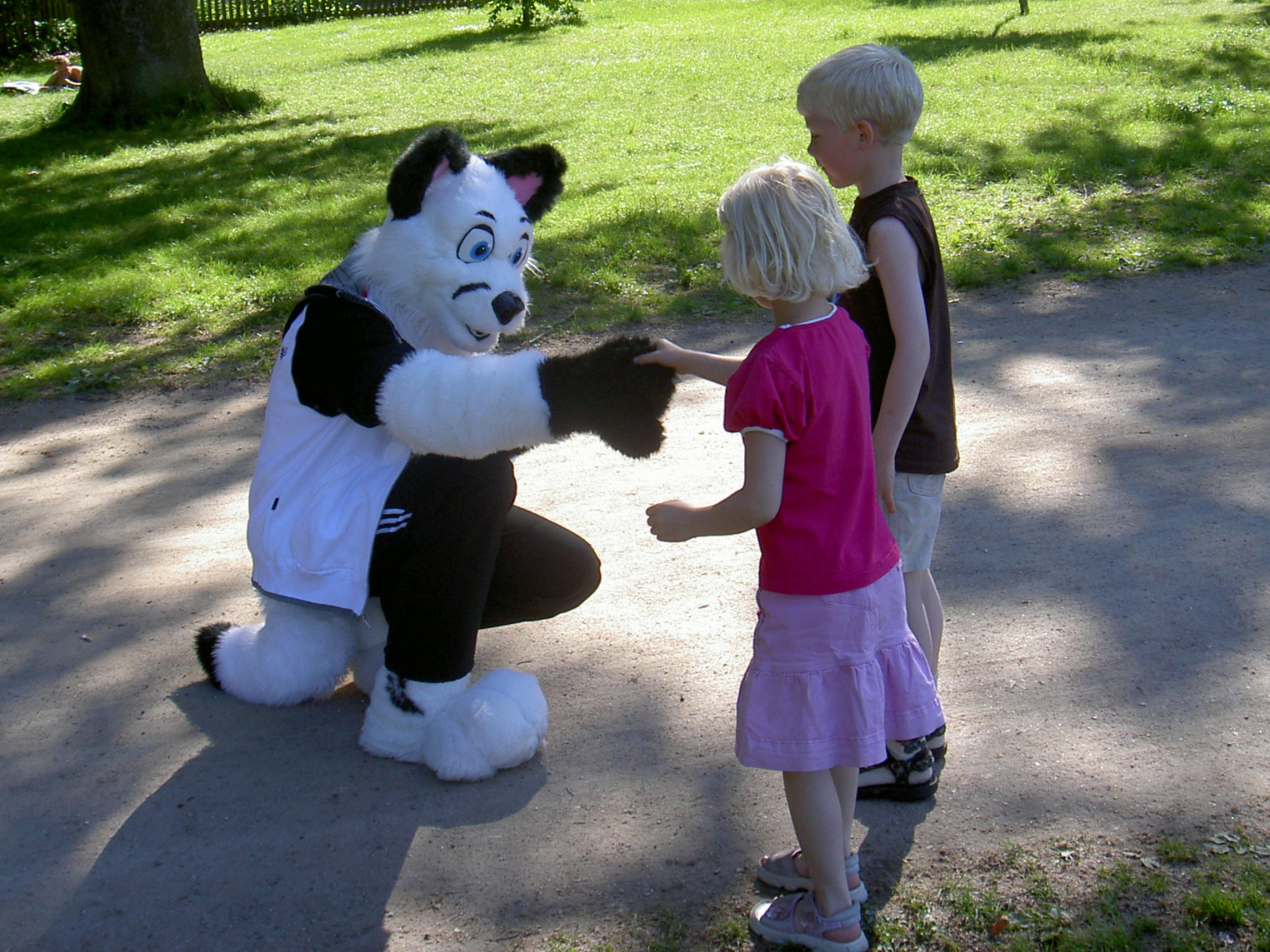
Fursuits podem ser usado em diversos tipos de eventos para entreter crianças.
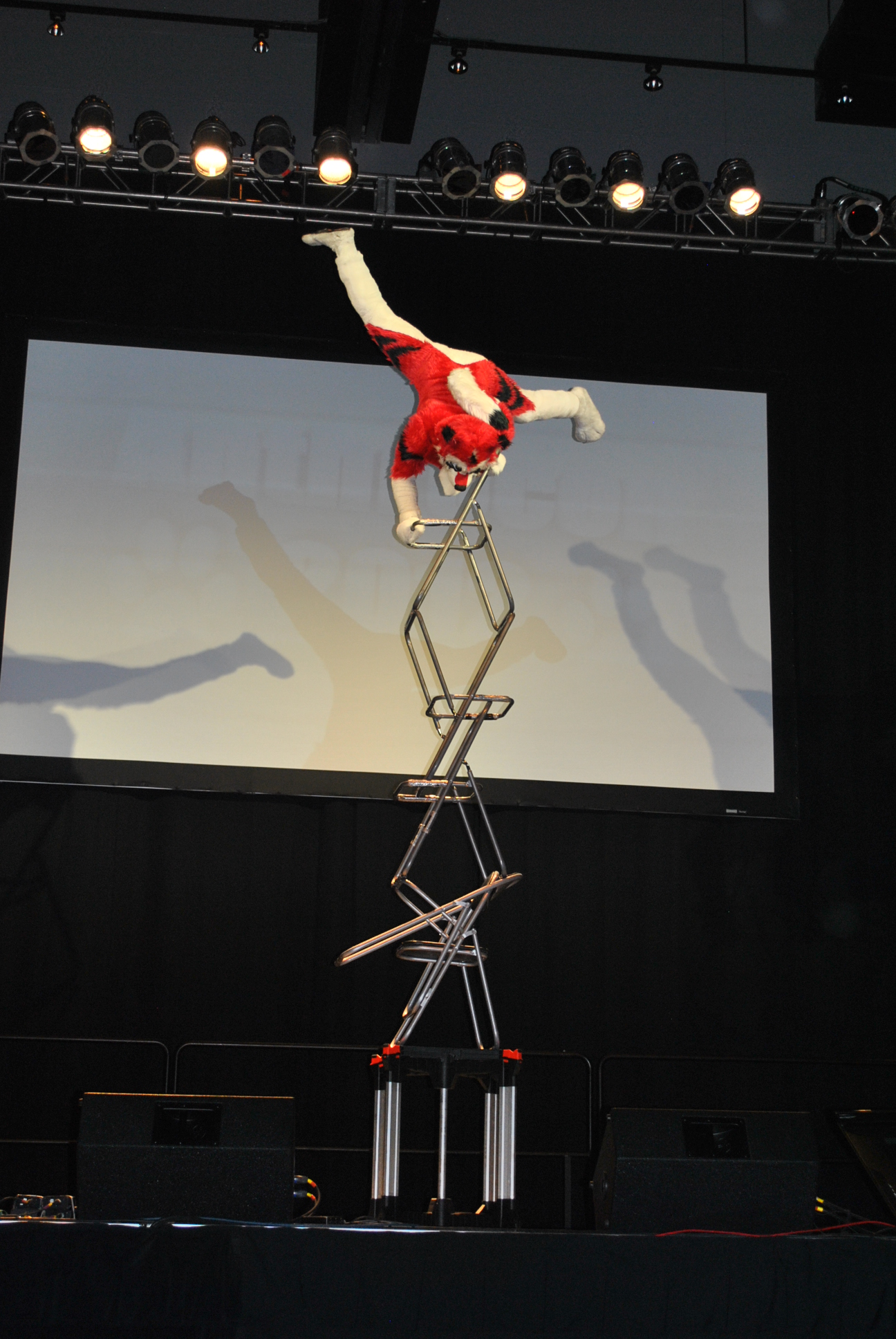
Fursuiter realizando acrobacias.